# 特雷·希爾曼
托馬斯·布拉德·希爾曼（英語：Thomas Brad Hillman，1963年1月4日—），通稱特雷·希爾曼（Trey Hillman），美國的棒球選手，前日本職棒太平洋聯盟日本火腿鬥士隊、韓國職棒SK飛龍、美國職棒美國聯盟堪薩斯市皇家隊的總教練。
希爾曼為克里夫蘭印第安人出身之球員、紐約洋基出身之教練。希爾曼現役效力於克里夫蘭印第安人，但生涯僅有三年，且只達2A等級即引退轉任同隊球探，1990年轉至紐約洋基，擔任旗下小聯盟體系教練。2002年赴德州遊騎兵任行政職。
2003年，獲日本火腿鬥士隊邀請而加盟日本火腿鬥士隊，任職期間大幅調整隊內訓練、調度、球員陣容，使球隊因而獲得體質改善，並於2006年取得揆違44年的日本大賽冠軍，因為2005年由鮑比‧瓦倫泰帶領的千葉羅德海洋取得日本大賽冠軍，而日本火腿鬥士亦於隔年取得日本大賽冠軍，意外創下連續兩屆日本大賽冠軍球隊皆為外籍監督帶領球隊的記錄。
2007年季後，希爾曼以返美照料子女為由，接受堪薩斯市皇家的邀請，接任該隊總教練，惜皇家體質積弱不振，雖然擺脫墊底，但仍未能帶領堪薩斯市皇家脫離B級球隊。2010年因球隊戰績仍未起色，而於同年5月13日遭球團宣佈解任。隔年去擔任丹·馬丁利旗下的板凳教練直到2013年才離開。
目前韓職唯一的外籍總教練特雷·希爾曼，宣布本季結束後將離職，SK飛龍雖然在休賽期間就表達想續約意願，但希爾曼考量雙親年事已高，以家庭因素拒絕了續約條件，他也將在本月27日展開的季後賽打完後，正式離職。

## 經歷
- 美國職棒克里夫蘭印地安人隊（1985年－1987年）
- 美國職棒克里夫蘭印地安人隊球探（1988年－1989年）
- 美國職棒紐約洋基隊小聯盟教練（1990年－2001年）
- 美國職棒德州游騎兵隊球員發展部主任（2002年）
- 日本職棒北海道日本火腿鬥士隊監督（2003年－2007年）
- 美國職棒堪薩斯市皇家隊總教練（2008年－2010年5月13日）
- 美國職棒洛杉磯道奇隊板凳教練（2011年－2013年）
- 美國職棒紐約洋基隊運營特別助理（2014年）
- 美國職棒洛杉磯道奇隊板凳教練（2015年－2016年）
- 韓國職棒SK飛龍總教練（2017年－2018年）
- 美國職棒邁阿密馬林魚一壘壘指導員（2019年～）

### 美國職棒
| 球隊     | 年度     | 正規賽 | 正規賽 | 正規賽 | 正規賽      | 季後賽 | 季後賽 | 季後賽 | 季後賽 |
| 球隊     | 年度     | 勝     | 敗     | 勝率   | 排名        | 勝     | 敗     | 勝率   | 備註   |
| -------- | -------- | ------ | ------ | ------ | ----------- | ------ | ------ | ------ | ------ |
| 皇家     | 2008年   | 75     | 87     | 0.463  | 美聯中區第4 | -      | -      | .---   |        |
| 皇家     | 2009年   | 65     | 97     | 0.401  | 美聯中區第4 | -      | -      | .---   |        |
| 皇家     | 2010年   | 12     | 23     | 0.343  | 美聯中區第5 | -      | -      | .---   |        |
| 皇家合計 | 皇家合計 | 152    | 207    | .423   | -           | -      | -      | -      |        |
| 合計:3年 | 合計:3年 | 152    | 207    | .423   | －          | -      | -      | .---   |        |

### 日本職棒
| 年度   | 所屬球隊           | 出賽 | 勝場 | 敗場 | 和場 | 勝率  | 排名 | 備註                |
| ------ | ------------------ | ---- | ---- | ---- | ---- | ----- | ---- | ------------------- |
| 2003年 | 北海道日本火腿鬥士 | 140  | 62   | 74   | 4    | 0.456 | 5    |                     |
| 2004年 | 北海道日本火腿鬥士 | 133  | 66   | 65   | 2    | 0.504 | 3    | 第一輪（1-2敗西武） |
| 2005年 | 北海道日本火腿鬥士 | 136  | 62   | 71   | 3    | 0.466 | 5    |                     |
| 2006年 | 北海道日本火腿鬥士 | 136  | 82   | 54   | 0    | 0.603 | 1    | 日本一(4-1勝中日)   |
| 2007年 | 北海道日本火腿鬥士 | 144  | 79   | 59   | 5    | 0.568 | 1    | 日本一(1-4敗中日)   |
| 總計   | 5年                | 689  | 351  | 323  | 14   | 0.521 | －   |                     |

### 韓國職棒
| 年度 | 所屬球隊 | 出賽 | 勝場 | 敗場 | 和場 | 勝率  | 排名 | 備註                  |
| ---- | -------- | ---- | ---- | ---- | ---- | ----- | ---- | --------------------- |
| 2017 | SK飛龍   | 144  | 75   | 68   | 1    | .524  | 5    | 外卡賽(0-2輸NC恐龍)   |
| 2018 | SK飛龍   | 144  | 78   | 65   | 1    | .545  | 2    | 韓國大賽(4-2勝斗山熊) |
| 總計 | 2年      | 288  | 153  | 133  | 2    | 0.535 | －   |                       |